# Ibn Mammati
Ibn Mammati, de son nom complet selon al-Maqrîzî, As‘ad ibn Muhadhdhab ibn Zakarīya ibn Qudāma ibn Minā Sharaf al-Dīn Abū’l-Makārim ibn Sa‘id ibn Abī’l-Malīḥ ibn Mammātī était un historien, poète et haut placé dans l'administration ayyubide.

## Biographie
Ibn Mammati est issu d'une dynastie d'administrateurs d'origine copte originaire d'Assiout, son père s'étant converti à l'Islam.
Il a hérité d'un poste de secrétaire de diwan de son père puis arrive à se hisser à la tête de tous les diwans. Mais lorsque son rival Ibn Shukr accède au diwan de la guerre, il conspire contre Ibn Mammati et obtient du sultan al-Aziz la confiscation de tout ses biens et sa démission de ses fonctions administratives. Il s'exile à Alep auprès de la cour d'az-Zahir où il meurt en 1209.

## Œuvres

### Science administrative
Ibn Mammati a publié plus de 23 œuvres qui sont aujourd'hui majoritairement perdues. Son œuvre la plus connue est le Kitāb qawānīn al-dawāwīn, littéralement "Le Livre des lois de l'administration". C'est un document d'une valeur historique considérable car il s'agit d'un guide pour les administrateurs égyptiens. Le livre contient quatre sections : d'abord une description détaillée des régions d'Égypte, puis un précis détaillé des différentes fonctions administratives et des règles administratives de son époque, puis un traité d'agriculture dans lequel il détaille les pratiques agricoles égyptiennes et enfin le calendrier agricole copte utilisé par les paysans égyptiens. Le livre contient le cadastre le plus détaillé disponible de l'Égypte médiévale.

### Poésie
Ibn Mammati est connu pour avoir mis en vers les contes de Kalila et Dimna ainsi que "La Vie de Saladin".

## Sources
1. 1 2  « Ibn Mammati », sur Claremont Coptic Encyclopedia, 1991 (consulté le 18 décembre 2024)
2. ↑  (en) « Ibn Mammātī, Kitāb qawānīn al-dawāwīn », sur Filaha Texts Project (consulté le 18 décembre 2024)